# Сапогів (Івано-Франківський район)
Са́погів — село в Івано-Франківському районі Івано-Франківської області. Входить до складу Галицької міської громади.

## Археологія
У 1958 році в урочищі Вікторівка на околиці села розкопали унікальний бронзовий водолій ХІІ ст.

## Історія
Згадується 6 березня 1441 року у книгах галицького суду.
За переписом 1900 року в селі було 77 житлових будинків і 518 жителів, за конфесіями: 17 римокатоликів, 485 грекокатоликів і 16 юдеїв; етнічно: 26 поляків і 482 українці (хоч 16 юдеїв записались поляками, все рівно залишились євреями, інші 10 поляків уже були римокатоликами і більш подібними на поляків, тільки от питання: розмовляли вони польською чи українською мовою?), були 51 кінь, 239 голів великої рогатої худоби і 89 свиней, селяни володіли 336 га землі. А на землях сапогівського фільварку площею 363 га було 4 будинки і проживав 31 мешканець (по 1 будинку і 7 жителів у Вигоді й Антонівці, 2 і 17 — в Сапогові), за конфесіями: 17 грекокатоликів і 14 юдеїв; етнічно: 16 українців і 15 поляків (отож, 1 грекокатолик і всі юдеї записались поляками), були 12 коней і 42 голови великої рогатої худоби. Загалом було 699 га угідь (з них 676 га оподатковуваних: 346 га ріллі, 166 га лук, 5 га садів, 6 га пасовищ і 152 га лісу).(нім.)
Після окупації Галичини поляками Сапогів був сільською ґміною Станиславівського повіту Станиславівського воєводства Польської республіки, а після укрупнення ґмін 1 серпня 1934 року — належав до ґміни Беднарув того ж повіту.
На 01.01.1939 в селі проживало 800 мешканців, з них 775 українців-грекокатоликів, 15 українців-римокатоликів і 10 євреїв. 
Після анексії СРСР Західної України в 1939 році село включене до Галицького району, утворена сільрада. У визвольній боротьбі в рядах ОУН-УПА брало участь 20 жителів села, п'ятеро було кинуто до радянських концтаборів. У 1950 р. селян насильно загнали до колгоспу. 20 червня 1962 р. рішенням Галицької районної ради закрито церкву (її знову жителям села вдалося відкрити аж за «часів перебудови»). Сільраду в Сапогові ліквідували й село приєднали до Бринської сільради. До Сапогова приєднано хутір Антонівка.
Сільраду в селі відновлено рішенням обласної ради 21 лютого 1995 р.

## Уродженці
- Пірус Володимир Степанович (* 1949) — український співак і педагог, професор, народний артист України

## Фото

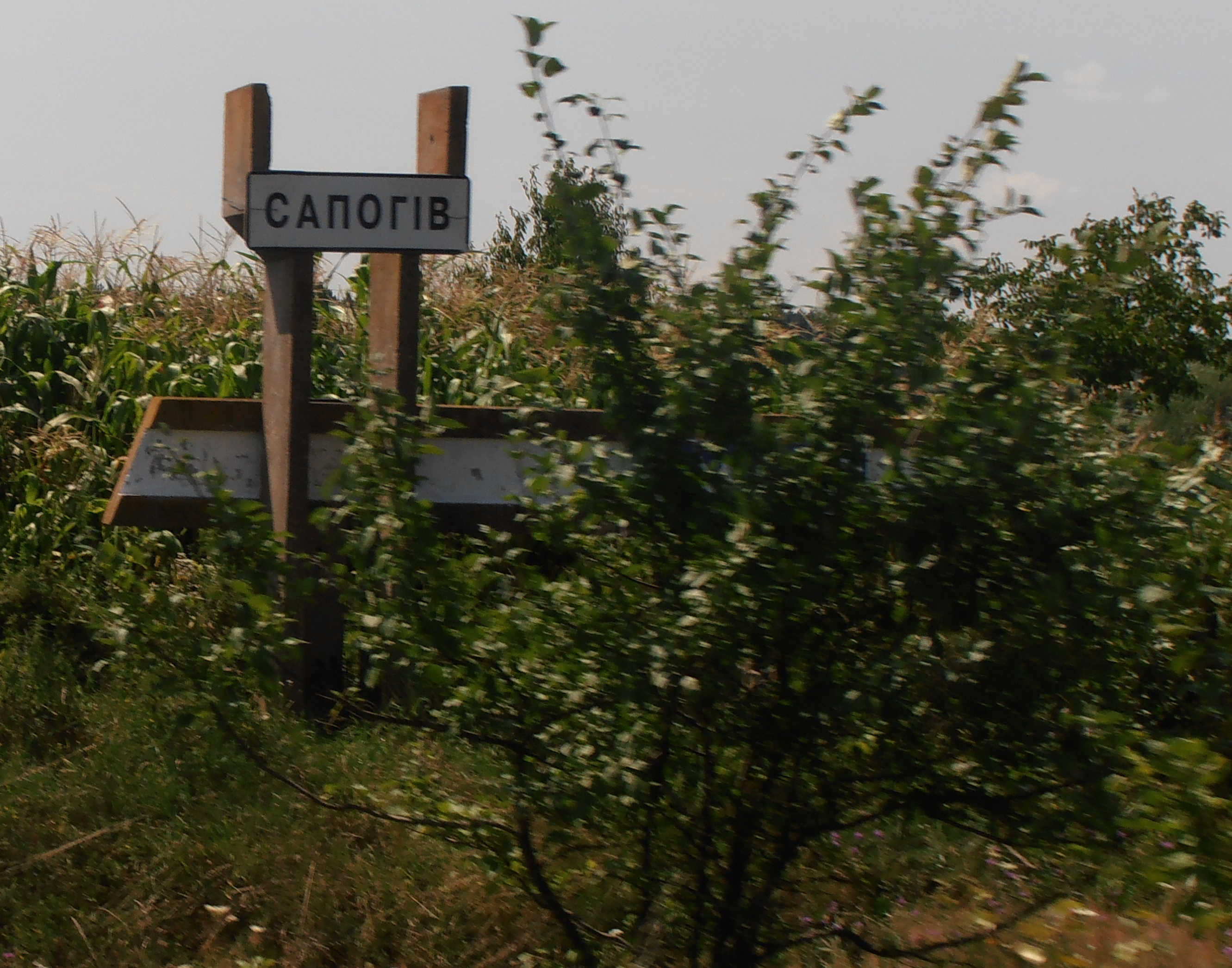
Придорожній знак
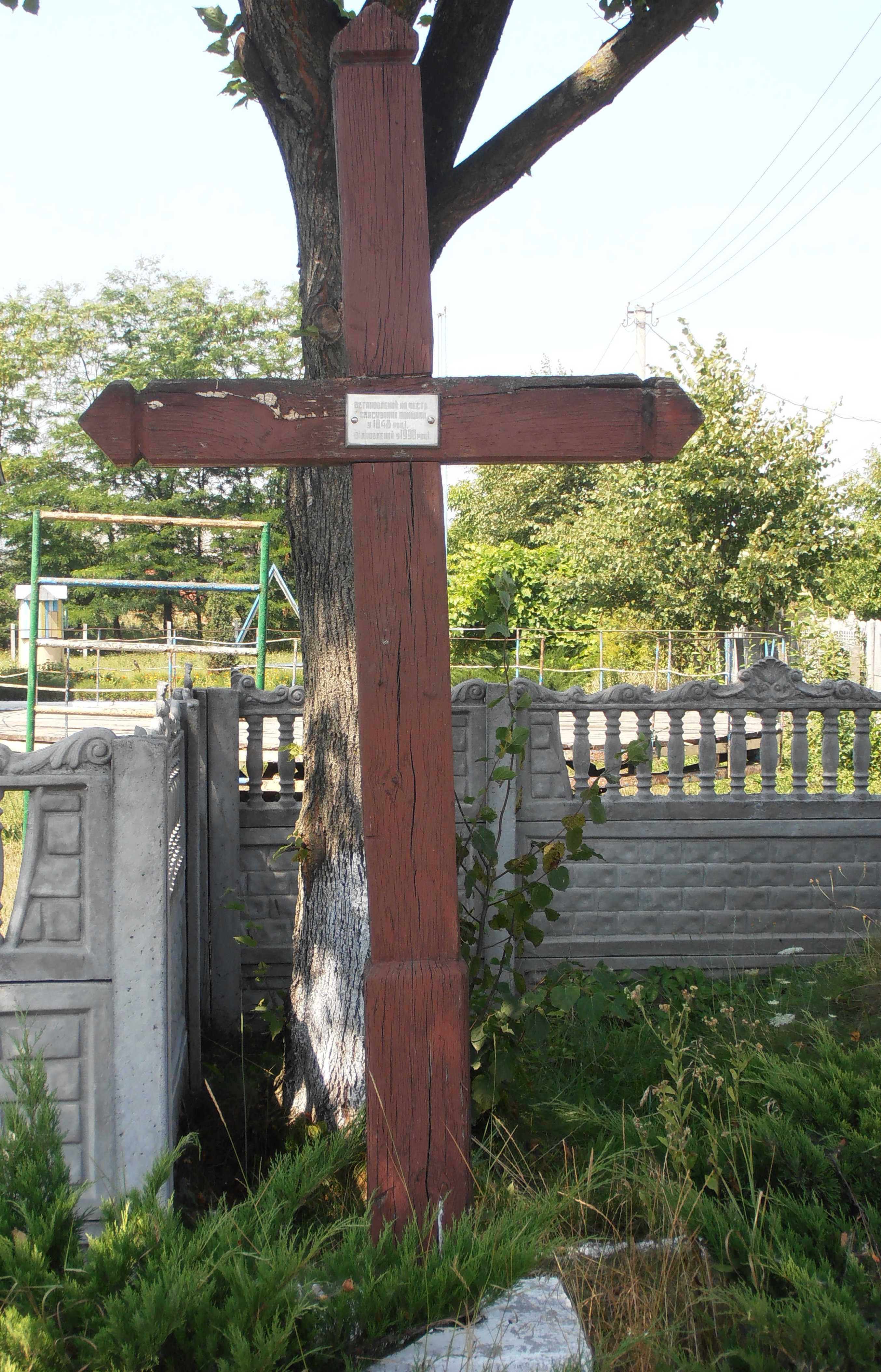
Хрест скасування панщини
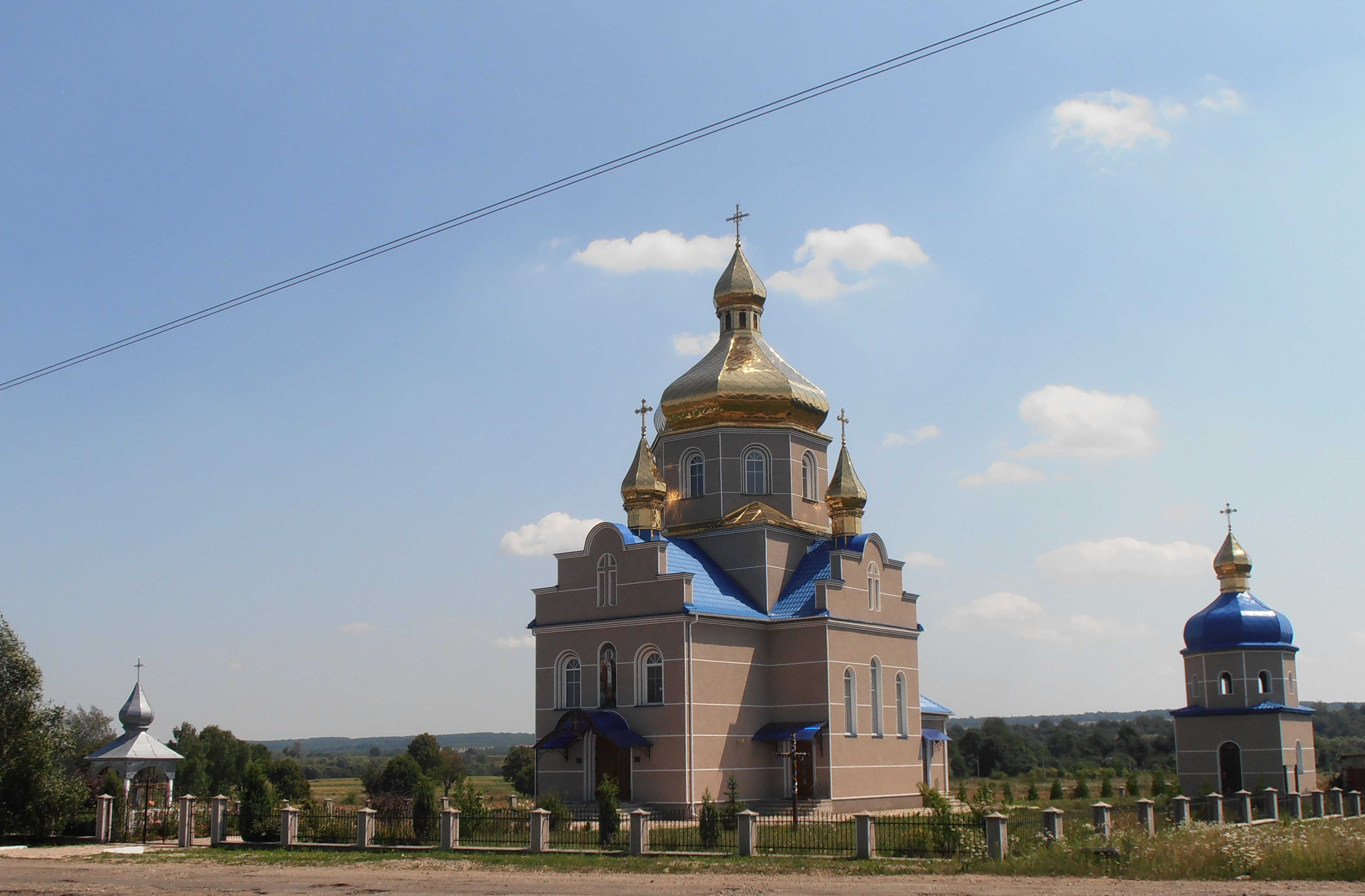
Церква
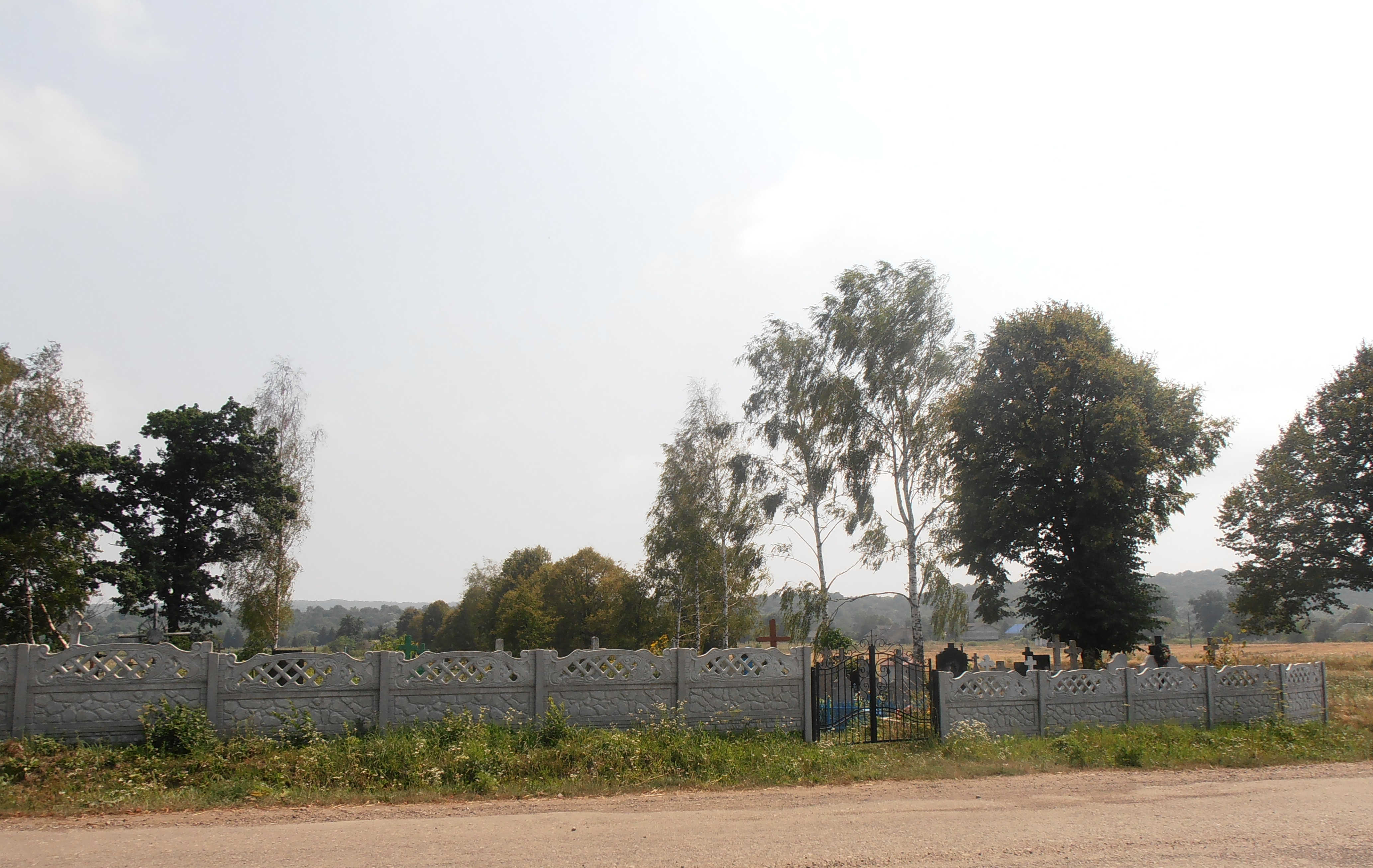
Сільський цвинтар
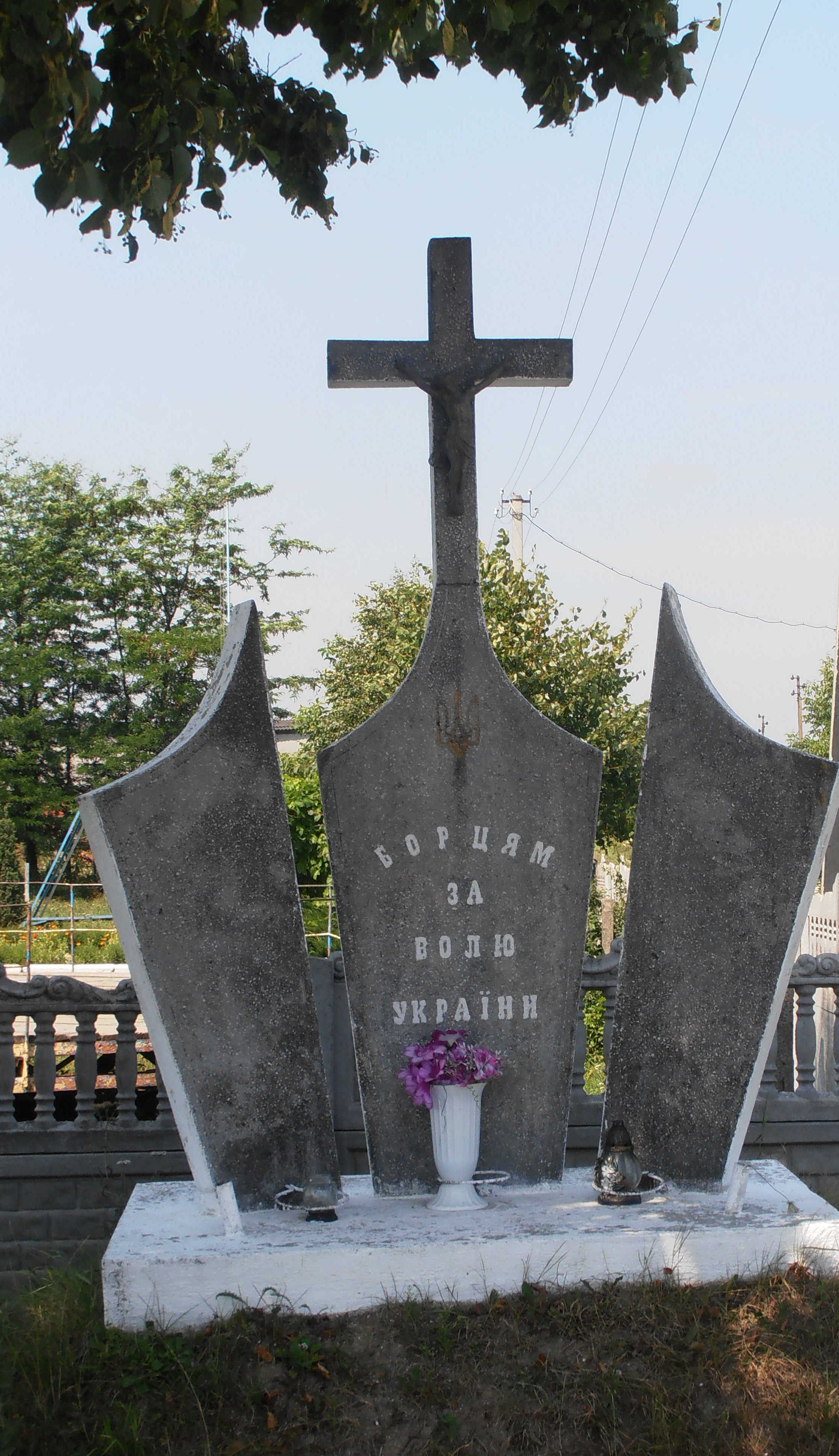
Пам'ятник борцям за волю
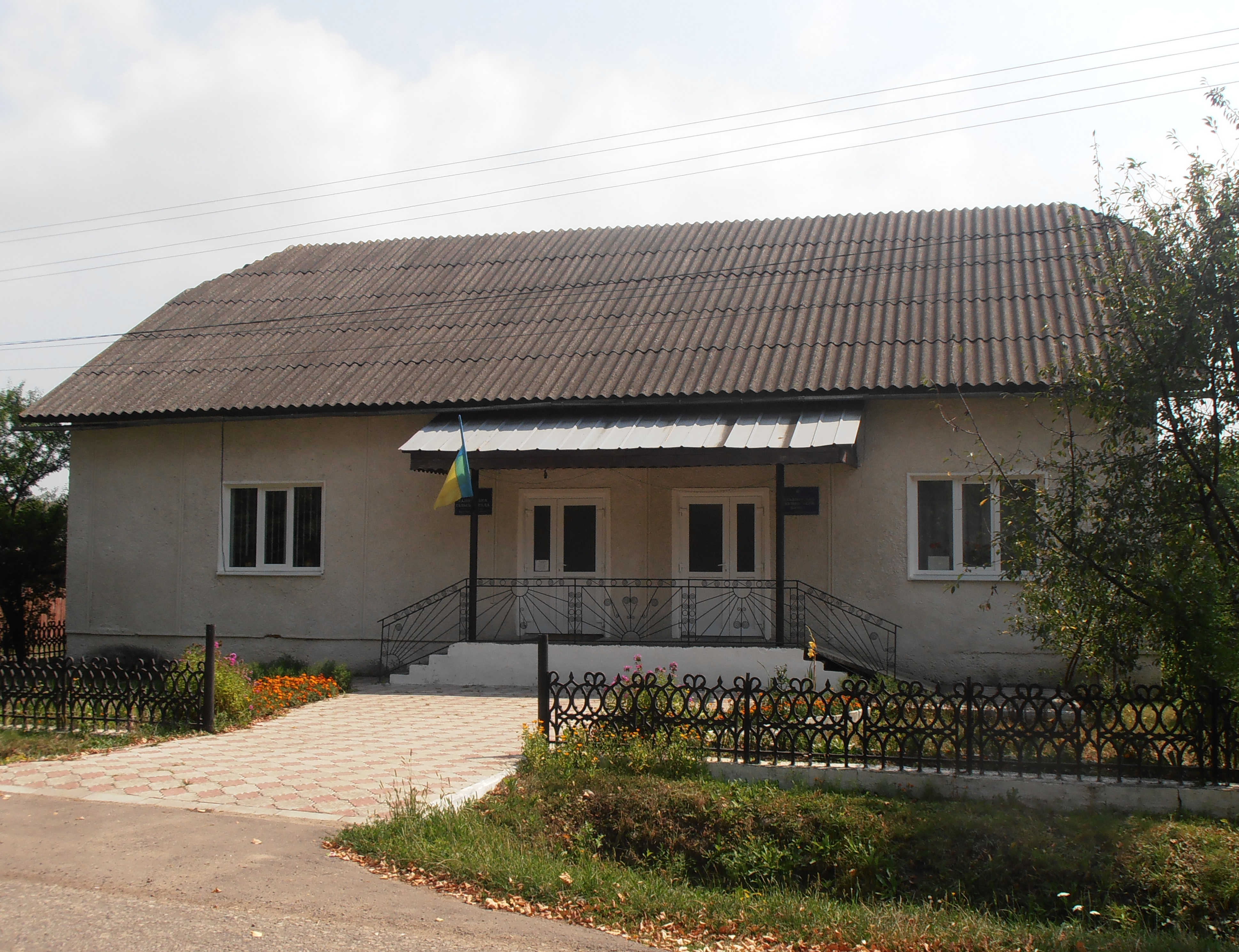
Сільрада. ФАП
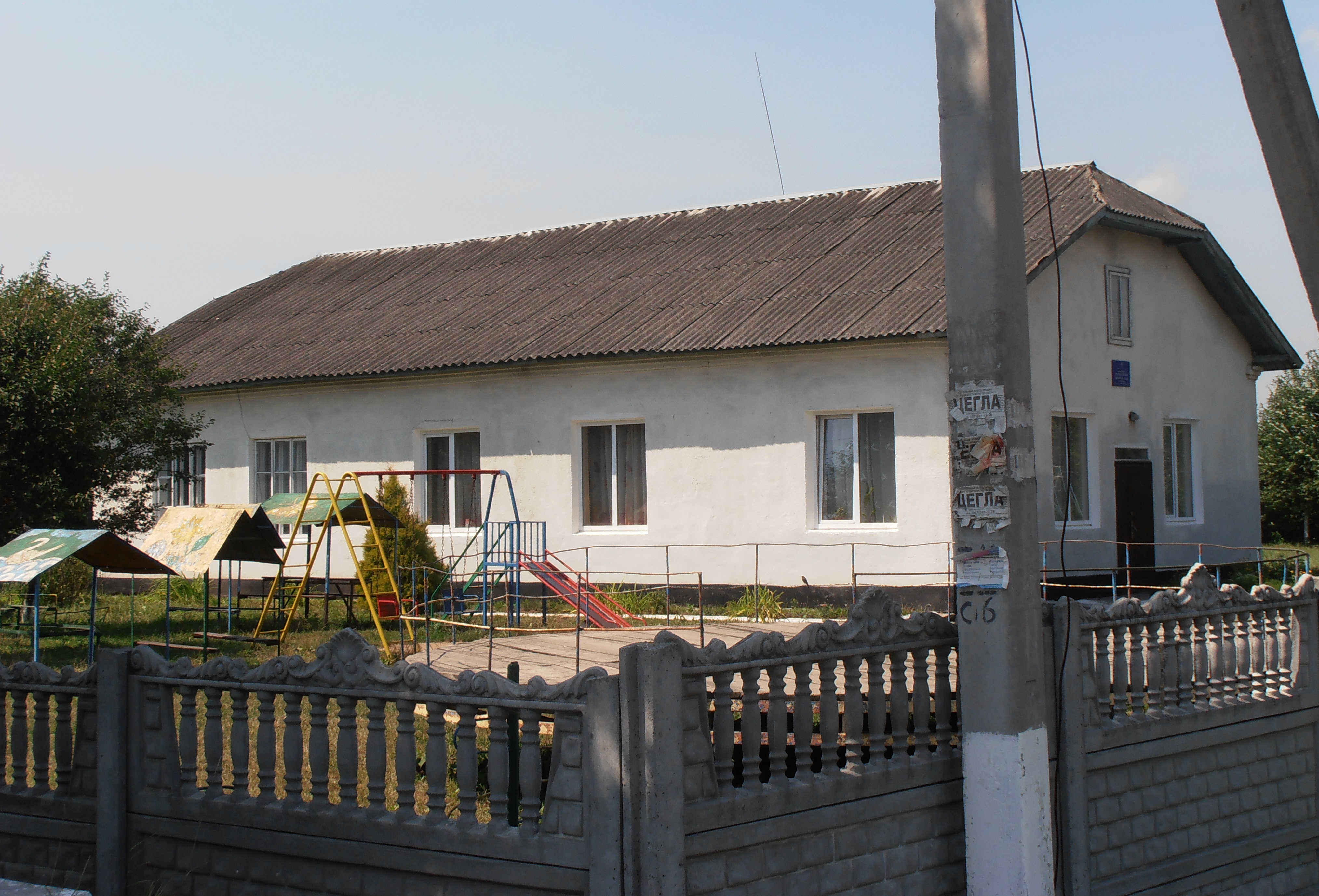
Школа-садок
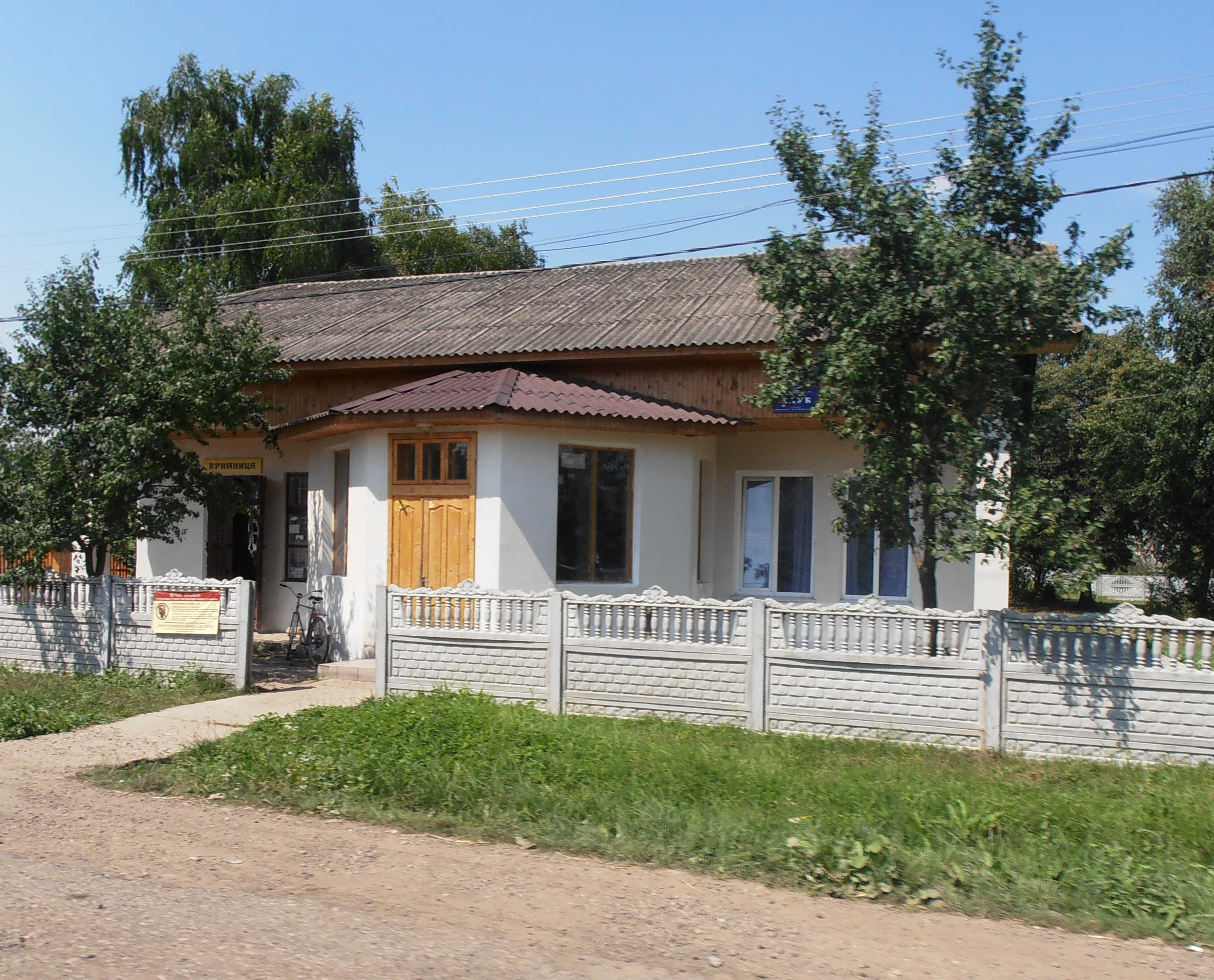
Клуб
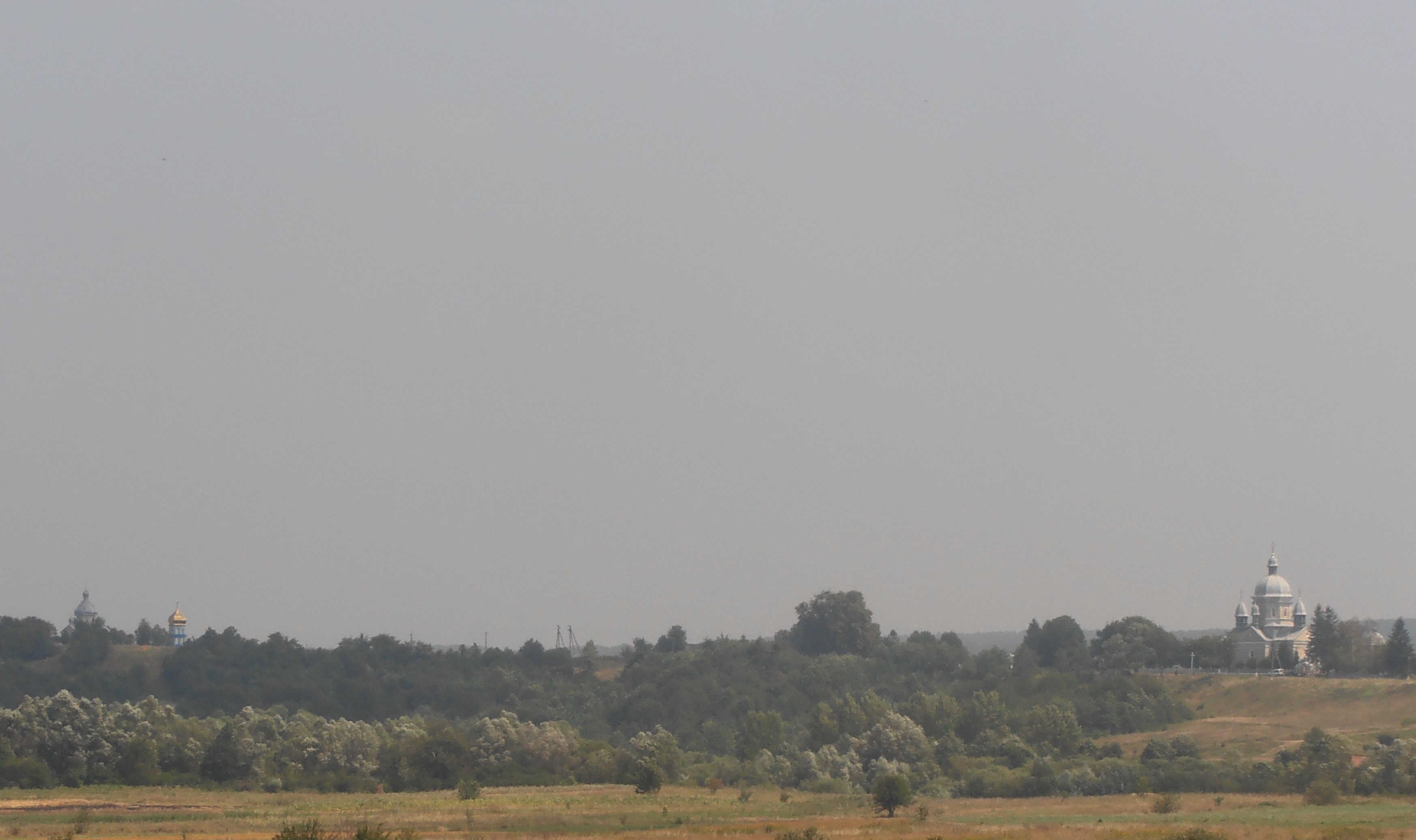
Вид на Вікторів